# 英欧维尔·阿纳尔松

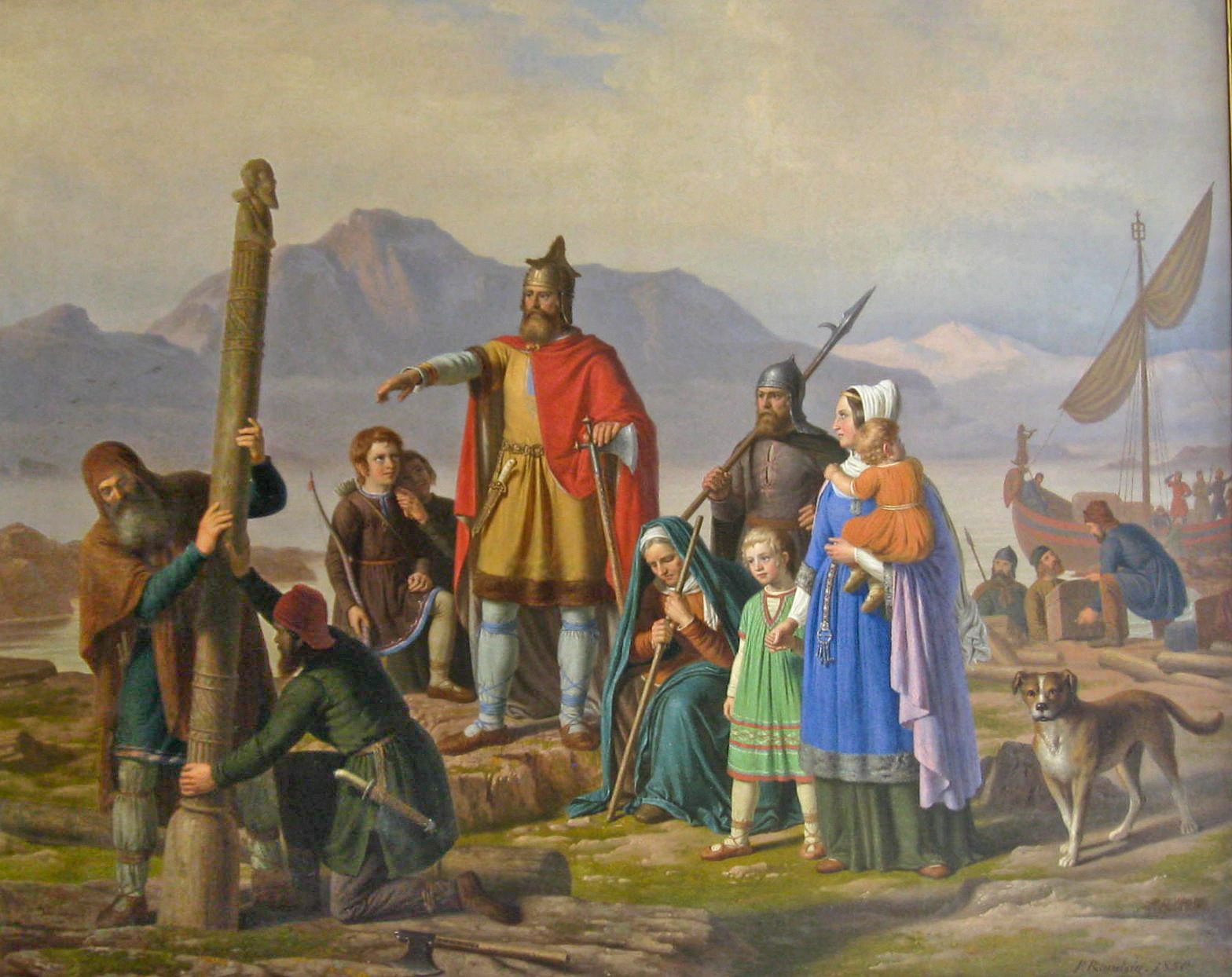
英欧维尔·阿纳尔松下令立起王座的柱子，Johan Peter Raadsig绘制

英欧维尔·阿纳尔松及其妻海尔维格和其兄弟是首批来自北欧的冰岛永久定居者。《殖民之书》记载他于874年在雷克雅未克附近建立了居所，并为该城命名。近期的考古发现证明在这之前冰岛可能亦有定居者，但时间不会较其更早太多。
据说英欧维尔定居在冰岛的西南部，他定居后发生了什么并不为人所知。他的儿子是一位首领，他建立了冰岛的第一个议会（Thing），这是冰岛议会的前身。
他的名字以古冰岛语拼写是，其含义是“王者之狼”。